# Ångeltjärnarna (Undersåkers socken, Jämtland, 700082-135736)
Ångeltjärnarna är en sjö i Åre kommun i Jämtland och ingår i Indalsälvens huvudavrinningsområde. Sjön har en area på 0,0389 kvadratkilometer och ligger 646,1 meter över havet. Ångeltjärnarna ligger i Vålådalen Natura 2000-område.

## Delavrinningsområde
Ångeltjärnarna ingår i det delavrinningsområde (700063-135748) som SMHI kallar för Ovan 700160-135712. Medelhöjden är 661 meter över havet och ytan är 1,25 kvadratkilometer. Det finns ett avrinningsområde uppströms, och räknas det in blir den ackumulerade arean 3,16 kvadratkilometer. Vattendraget som avvattnar avrinningsområdet har biflödesordning 5, vilket innebär att vattnet flödar genom totalt 5 vattendrag innan det når havet efter 337 kilometer. Avrinningsområdet består mestadels av skog (97 procent). Avrinningsområdet har 0,04 kvadratkilometer vattenytor vilket ger det en sjöprocent på 3,1 procent.